# Windischbergerdorf
Windischbergerdorf ist ein Ortsteil der Kreisstadt Cham des gleichnamigen Landkreises im Regierungsbezirk Oberpfalz in Ostbayern.

## Geographie
Das Pfarrdorf liegt etwa 4 Kilometer von Cham entfernt.

## Geschichte
Im Jahr 748 gründeten Benediktinermönche aus dem Regensburger Kloster St. Emmeram im heutigen Stadtteil Chammünster eine Cella (klösterliche Niederlassung), die als sogenannte Urpfarrei mit dem späteren Marienmünster Ausgangspunkt der Besiedelung des Oberen Bayerischen Waldes bzw. des mittleren Böhmerwaldes wurde. Im Mittelalter stand auf dem Galgenberg eine Reichsburg, die den Handelsweg nach Böhmen sicherte.
Die hier ansässigen Burgherren benannten sich nach dem Berg, auf dem die Burg stand, Puchberger. Otto von Puchberg trat 1204 als Zeuge auf, als Herzog Ludwig dem Kloster Reichenbach (bei Roding) eine Urkunde ausstellte. Gegen Ende des 13. Jahrhunderts wurde der Besitz der Puchberger bereits geteilt. Um die Jahrhundertwende wurde schließlich das gesamte Gut an den niederbayerischen Herzog Otto verkauft. Die Burg ging schon einige Jahre später zugrunde. Heute sind nur noch wenige Mauerreste davon zu sehen.
Das Schloss Windischbergerdorf entstand wohl aus einem Besitz der Puchberger. Dazu gibt es keine urkundlichen Belege, so dass genauere Angaben über den Bau des Schlosses in Windischbergerdorf nicht möglich sind. Auch der Name Windischbergerdorf war damals noch nicht gebräuchlich. Der Orte wurde damals Puchbergerdorf genannt. Erst 1574 wurde zum ersten Mal die Bezeichnung Windischbergerdorf erwähnt. Der Namenszusatz „Windisch“ diente der genaueren Lokalisierung des Dorfes, um es von Groß-Bergerdorf (bei Pemfling) abzugrenzen. Windischbergerdorf ist jenes Bergerdorf, welches näher bei den Wenden (= Slawen in Böhmen) liegt.
Das Schloss Windischbergerdorf wechselte häufig seine Besitzer. Als ein absoluter Tiefpunkt kann das Jahr 1740 bezeichnet werden, als Schlossbesitzer und Ratsherr (von Cham) Felix Bachl von den Panduren erschlagen wurde und die Gebäude zum Teil einfielen. Etwa 14 Jahre später erwarb Johann Martin Obersperger das Anwesen und ließ es wieder neu aufbauen. 20 Jahre später ließ der neue Schlossbesitzer Georg Lankes zwei Stockwerke des Schlossturms abtragen und so verlor das Gebäude mehr und mehr sein Gesicht. Heute ist das einstige Schloss kaum noch erkennbar. Nur noch eine Straßenbezeichnung lässt seine Existenz erahnen.
Im Zuge der Gebietsreform in Bayern wurde die 1818 begründete Gemeinde mit den Orten 
- Windischbergerdorf (Pfarrdorf)
- Kammerdorf (Dorf)
- Kothmaißling (Dorf)
- Schlammering (Dorf)
- Selling (Weiler)

am 1. Mai 1978 in die Stadt Cham eingemeindet.

## Kirche

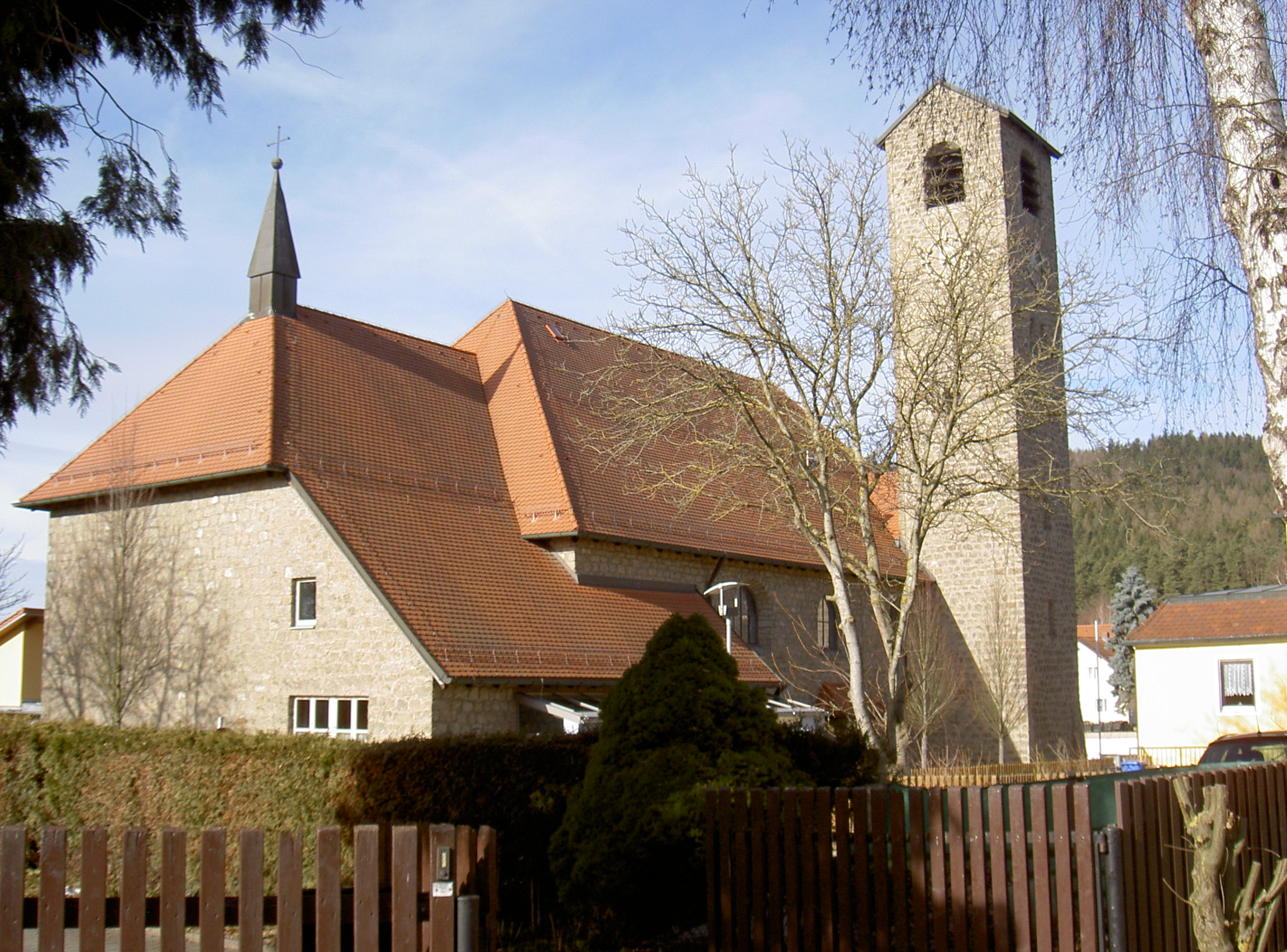
Windischbergerdorf Kirche St. Michael

Die katholische Kirche St. Michael wurde 1951 fertiggestellt, nachdem bereits in den Jahren 1946/47 mit den Arbeiten begonnen worden war. Nachdem schwierige Umstände der Nachkriegszeit zu einer Zwangspause geführt hatten, konnten 1948 die Grundsteinlegung und im September 1951 die Konsekration des Gotteshauses gefeiert werden.

## Sehenswürdigkeiten in der Umgebung
- Brunnen von Joseph Michael Neustifter auf dem Dorfplatz von Windischbergerdorf
- Pfarrkirche St. Jakob, in Cham
- Schlosskapelle auf dem Katzberg
- Marienmünster im Stadtteil Chammünster
- Wallfahrtskirche St. Walburga auf dem Lamberg bei Chammünster
- Burgruine Chameregg
- Klosterkirche Maria Hilf der Redemptoristen
- Franziskanerkirche
- Spitalkirche Hl. Geist
- Wallfahrtskirche Mariä Schnee Schönferchen
- Wallfahrtskapelle Streicherröhren (Sträucherröhren) bei Wulfing
- Grasslturm

## Vereine
- SpVgg Windischbergerdorf e.V
- Freiwillige Feuerwehr Windischbergerdorf
- Kath. Frauenbund (KDFB) Windischbergerdorf
- Obst- und Gartenbauverein Windischbergerdorf
- Schützenverein Burgschützen Windischbergerdorf
- Schützenverein Talschütz Windischbergerdorf
- VdK-Ortsverband Windischbergerdorf